# Arquidiócesis de Agaña
La arquidiócesis de Agaña (en latín: Archidioecesis Aganiensis y en inglés: Roman Catholic Archdiocese of Agaña) es una circunscripción eclesiástica de la Iglesia católica en Guam. Se trata de una arquidiócesis latina, sede metropolitana de la provincia eclesiástica de Agaña. Desde el 6 de julio de 2024 su arzobispo es Ryan Pagente Jimenez.

## Territorio y organización

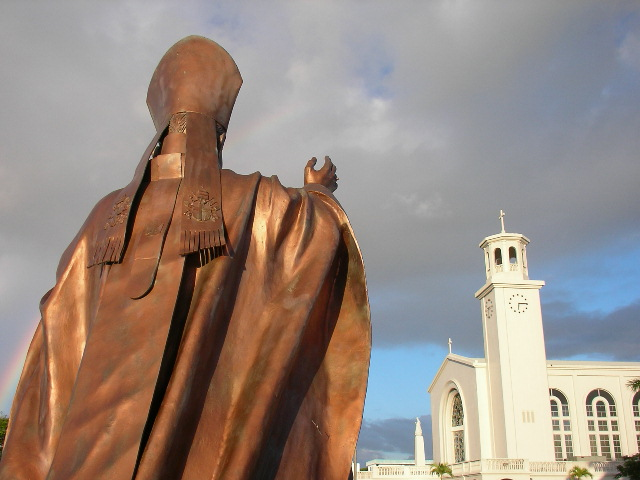
Estatua de Juan Pablo II en el exterior de la catedral

La arquidiócesis tiene 474 km² y extiende su jurisdicción sobre los fieles católicos de rito latino residentes en la isla de Guam, un territorio no incorporado de Estados Unidos en Oceanía.
La sede de la arquidiócesis se encuentra en la ciudad de Agaña, en donde se halla la Catedral basílica del Dulce Nombre de María.
La arquidiócesis tiene como sufragáneas a las diócesis de Chalan Kanoa y de las Islas Carolinas. Está agregada a la provincia eclesiástica la prefectura apostólica de las Islas Marshall.
En 2023 en la arquidiócesis existían 26 parroquias agrupadas en 4 regiones: Northern, Central I, Central II y Southern.

## Historia

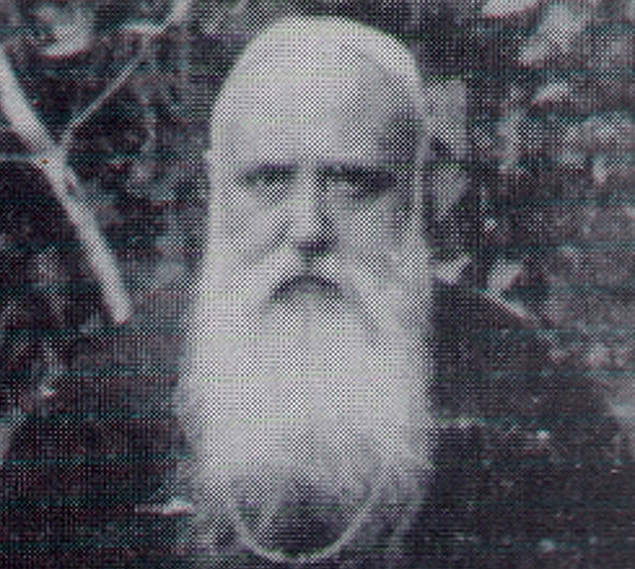
Primer vicario apostólico de Guam, Francisco Xavier Ricardo Vilá y Mateu (1911-1913)

La primera iglesia católica en Guam fue fundada el 15 de junio de 1668 por los misioneros hispano-filipinos Diego Luis de San Vitores y Pedro Calungsod. Los católicos de Guam pertenecían entonces a la diócesis de Cebú, en la Capitanía General de Filipinas del Imperio español. Los Estados Unidos adquirieron Guam a España tras la guerra hispano-estadounidense de 1898. El 17 de septiembre de 1902 se estableció la prefectura apostólica de las Islas Marianas, que incluía a Guam, mediante el breve Quae mari sinico del papa León XIII.
El vicariato apostólico de Guam fue erigido el 1 de marzo de 1911 mediante el breve Ex hac quam divinitus del papa Pío X separando territorio de la prefectura apostólica de las Islas Marianas.
El 4 de julio de 1946 se añadieron al vicariato apostólico de Guam las islas Marianas del Norte, provenientes de la prefectura apostólica de las Islas Carolinas y Marianas.
El 14 de octubre de 1965, mediante la bula Centenario anno del papa Pablo VI, el vicariato apostólico fue elevado a diócesis y tomó el nombre de diócesis de Agaña, que originalmente fue sufragánea de la arquidiócesis de San Francisco.
El 8 de marzo de 1984, con motivo del crecimiento del catolicismo en Guam y alrededores, la diócesis fue promovida a sede metropolitana como arquidiócesis y provincia metropolitana de Agaña mediante la bula Compertum quidem del papa Juan Pablo II.
El 8 de noviembre de 1984 cedió el territorio de las islas Marianas para la erección de la diócesis de Chalan Kanoa mediante la bula Properamus Nos del papa Juan Pablo II.
En 2016, tras conocerse una denuncia por abuso sexual infantil contra el arzobispo Anthony Sablan Apuron —finalmente apartado de la arquidiócesis y condenado eclesiásticamente—, la Santa Sede colocaba por primera vez en la historia de la Iglesia en Estados Unidos a un administrador apostólico sede plena para hacerse cargo de las labores pastorales. El 15 de enero de 2019 la arquidiócesis se declaró en bancarrota debido a las cargas financieras provocadas por la gran cantidad de demandas presentadas por abusos sexuales. En octubre de 2019 se conocían datos de alrededor de 280 víctimas; también había, al menos, 35 clérigos, profesores y monitores de escultismo vinculados a la Iglesia que estaban acusados de abusar sexualmente de menores entre la década de 1950 y 2013. El 15 de enero de 2020, justo un año después de acogerse a la situación de quiebra, la arquidiócesis presentó un plan de reestructuración que contemplaba una oferta definitiva para los demandantes de 21 millones de dólares estadounidenses con el objeto de llegar a acuerdos extrajudiciales. En abril de 2020 trascendía una nueva denuncia por parte de un antiguo monaguillo contra un sacerdote, acusado de múltiples abusos entre los años 1978 y 1979.

## Estadísticas
Según el Anuario Pontificio 2024 la arquidiócesis tenía a fines de 2023 un total de 148 275 fieles bautizados.
| Año                                                                             | Población            | Población | Población      | Sacerdotes | Sacerdotes    | Sacerdotes    | Bautizados por sacerdote | Diáconos permanentes | Religiosos | Religiosos | Parroquias |
| Año                                                                             | Bautizados católicos | Total     | % de católicos | Total      | Clero secular | Clero regular | Bautizados por sacerdote | Diáconos permanentes | Varones    | Mujeres    | Parroquias |
| ------------------------------------------------------------------------------- | -------------------- | --------- | -------------- | ---------- | ------------- | ------------- | ------------------------ | -------------------- | ---------- | ---------- | ---------- |
| 1950                                                                            | 32 209               | 32 700    | 98.5           | 27         | 3             | 24            | 1192                     |                      | 44         | 120        | 17         |
| 1966                                                                            | 60 046               | 62 240    | 96.5           | 41         | 15            | 26            | 1464                     |                      | 18         | 206        | 24         |
| 1970                                                                            | 80 872               | 115 000   | 70.3           | 78         | 23            | 55            | 1036                     |                      | 57         | 213        | 24         |
| 1976                                                                            | 111 831              | 141 871   | 78.8           | 54         | 26            | 28            | 2070                     | 18                   | 36         | 148        | 31         |
| 1980                                                                            | 120 659              | 129 428   | 93.2           | 51         | 19            | 32            | 2365                     | 11                   | 43         | 146        | 35         |
| 1990                                                                            | 114 404              | 126 169   | 90.7           | 46         | 19            | 27            | 2487                     | 5                    | 29         | 143        | 26         |
| 1999                                                                            | 122 962              | 144 977   | 84.8           | 43         | 28            | 15            | 2859                     | 9                    | 20         | 120        | 24         |
| 2000                                                                            | 122 962              | 144 867   | 84.9           | 37         | 27            | 10            | 3323                     | 9                    | 15         | 120        | 24         |
| 2001                                                                            | 150 563              | 167 292   | 90.0           | 47         | 31            | 16            | 3203                     | 7                    | 22         | 125        | 24         |
| 2002                                                                            | 125 167              | 154 805   | 80.9           | 38         | 33            | 5             | 3293                     | 9                    | 21         | 120        | 24         |
| 2003                                                                            | 131 430              | 154 623   | 85.0           | 47         | 32            | 15            | 2796                     | 8                    | 21         | 120        | 24         |
| 2004                                                                            | 131 584              | 154 805   | 85.0           | 47         | 32            | 15            | 2799                     | 20                   | 16         | 120        | 24         |
| 2006                                                                            | 132 494              | 155 687   | 85.1           | 42         | 30            | 12            | 3154                     | 20                   | 12         | 103        | 24         |
| 2012                                                                            | 157 000              | 184 000   | 85.3           | 47         | 38            | 9             | 3340                     | 17                   | 9          | 100        | 24         |
| 2015                                                                            | 140 593              | 165 404   | 85.0           | 50         | 41            | 9             | 2811                     | 18                   | 10         | 86         | 24         |
| 2018                                                                            | 149 094              | 175 404   | 85.0           | 45         | 32            | 13            | 3313                     | 25                   | 22         | 79         | 26         |
| 2020                                                                            | 145 000              | 165 768   | 87.5           | 43         | 30            | 13            | 3372                     | 25                   | 25         | 64         | 26         |
| 2022                                                                            | 148 100              | 168 800   | 87.7           | 48         | 37            | 11            | 3085                     | 25                   | 20         | 64         | 27         |
| 2023                                                                            | 148 275              | 169 000   | 87.7           | 44         | 33            | 11            | 3369                     | 18                   | 20         | 64         | 26         |
| Fuente: Catholic-Hierarchy, que a su vez toma los datos del Anuario Pontificio. |                      |           |                |            |               |               |                          |                      |            |            |            |

## Episcopologio

Ryan Pagente Jimenez, arzobispo de Agaña desde 2024

- Francisco Xavier Ricardo Vilá y Mateu, O.F.M.Cap. † (25 de agosto de 1911-5 de enero de 1913 falleció)
- Agustín José Bernaus y Serra, O.F.M.Cap. † (9 de mayo de 1913-10 de diciembre de 1913 nombrado vicario apostólico de Bluefields)
- Joaquín Felipe Oláiz y Zabalza, O.F.M.Cap. † (20 de julio de 1914-1 de enero de 1933 renunció)
- León (Miguel) Ángel Olano y Urteaga, O.F.M.Cap. † (9 de julio de 1934-20 de agosto de 1945 renunció)
- Apollinaris William Baumgartner, O.F.M.Cap. † (25 de agosto de 1945-18 de diciembre de 1970 falleció)
- Felixberto Camacho Flores † (24 de abril de 1971-25 de octubre de 1985 falleció)
- Anthony Sablan Apuron, O.F.M.Cap. (10 de marzo de 1986-4 de abril de 2019 relevado)[nota 1]
- Michael Jude Byrnes † (4 de abril de 2019 por sucesión[nota 2]-28 de marzo de 2023 renunció)[nota 3]
- Ryan Pagente Jimenez, desde el 6 de julio de 2024